# Emmerich Haas
Emmerich Haas (* 23. Oktober 1896 in Pinkafeld; † 20. August 1955 ebenda) war ein österreichischer Politiker (ÖVP) und Schlosser. Haas war verheiratet und von 1946 bis 1949 Abgeordneter zum Burgenländischen Landtag.
Haas wurde als Sohn des Gastwirts Michael Haas aus Pinkafeld geboren und besuchte die Volksschule in Pinkafeld. Danach ergriff er den Beruf des Schlossers, leistete während des Ersten Weltkriegs von 1914 bis 1918 den Militärdienst ab und war in der Folge als Mechaniker und später als Werkmeister in einer Textilfabrik beschäftigt. Zwischen 1944 und 1945 wurde er am Ende des Zweiten Weltkriegs zum Volkssturm eingezogen. 
Haas beteiligte sich 1945 führend am Aufbau der ÖVP-Parteiorganisation im Bezirk Oberwart und vertrat die ÖVP zwischen dem 4. Jänner 1946 und dem 9. November 1949 im Burgenländischen Landtag. 